# Cariste

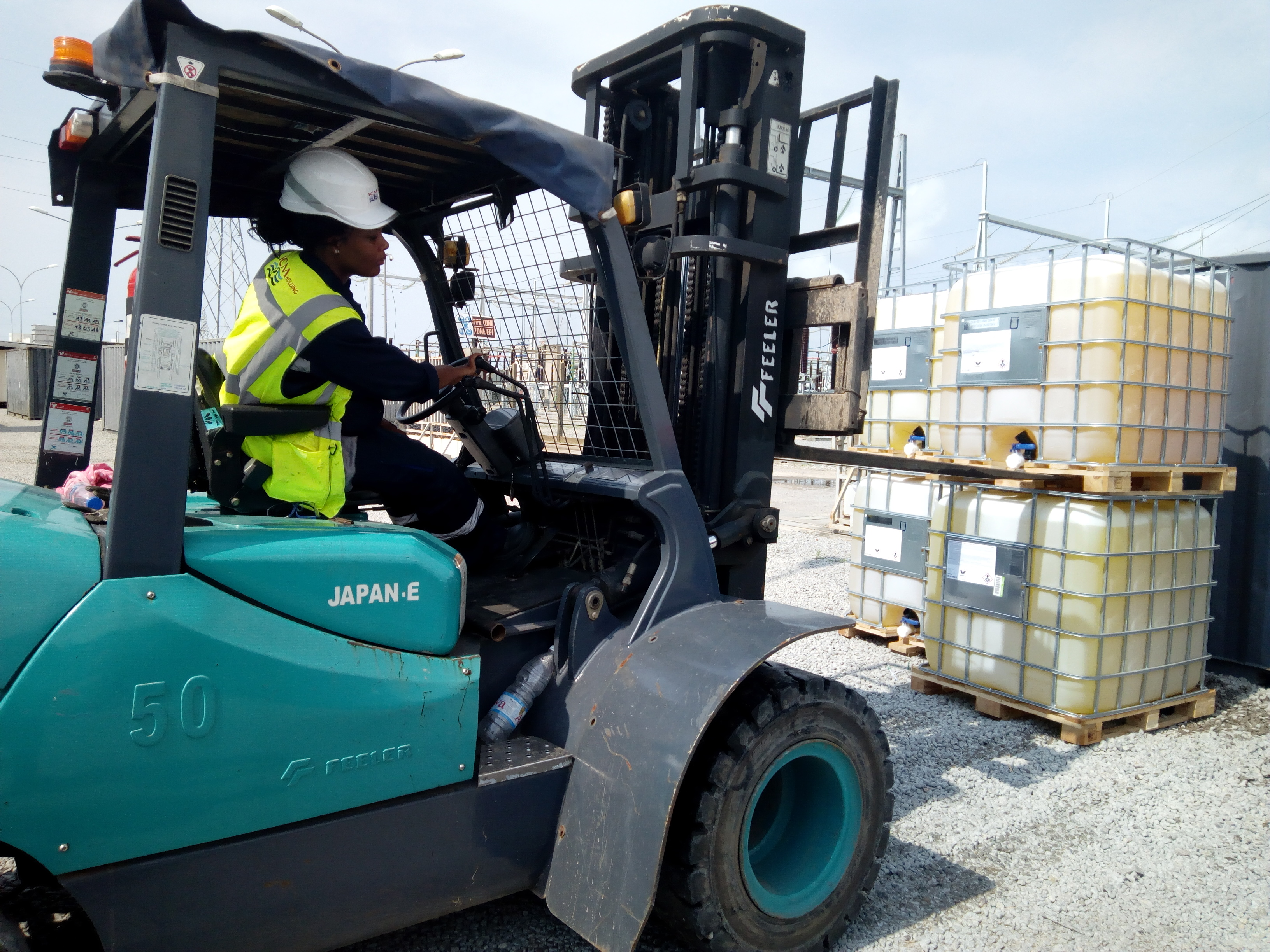
Une femme cariste manœuvrant un chariot élévateur dans une centrale électrique à Abidjan, en Côte d'Ivoire

Un cariste est une  personne conduisant un engin motorisé servant au déplacement de marchandises au sein d'une exploitation. Cet engin peut être, par exemple, un chariot élévateur.
Le cariste accomplit toutes sortes de tâches : acheminement, stockage et déstockage. Dans certains cas, le travail du cariste peut s'accompagner d'un travail de constitution de palettes.
Le cariste a un rôle important dans la chaîne de production : il gère la mise à disposition des marchandises et évite ainsi les ruptures dans les préparations.
Le cariste est accessoirement un conducteur de car.

## En France
En France, le métier fait l'objet d'une surveillance particulière par le ministère du travail à cause des nombreux accidents pouvant survenir : chute de colis, pied écrasé, etc. Les règles de sécurité sont très strictes.
Le texte fait l'objet d'une règlementation au sein du code du travail tel qu'il résulte du décret n° 98-1084 du 2 décembre 1998. L'utilisation des engins de manutention est désormais subordonnée à une autorisation de conduite délivrée par l'entreprise après accord de la médecine de travail. Il n'est pas nécessaire d'obtenir le CACES pour l'obtention d'une telle autorisation, mais cela est toutefois conseillé. 

L'article 3 de l'arrêté ministériel du 2 décembre 1998 dispose :
L'autorisation de conduite est établie et délivrée au travailleur, par le chef d'établissement, sur la base d'une évaluation effectuée par ce dernier.
Cette évaluation, destinée à établir que le travailleur dispose de l'aptitude et de la capacité à conduire l'équipement pour lequel l'autorisation est envisagée, prend en compte les trois éléments suivants :
a) Un examen d'aptitude à la conduite réalisé par le médecin du travail ;
b) Un contrôle des connaissances et du savoir-faire de l'opérateur pour la conduite en sécurité de l'équipement de travail ;
c) Un contrôle des connaissances des lieux et des instructions à respecter sur le ou les sites d'utilisation.